# Hydrops cochleae
Hydrops cochleae, endolymphatischer Hydrops oder Labyrinthhydrops bezeichnet eine krankhafte Zunahme (Hydrops) einer der Flüssigkeiten (Endolymphe) im Innenohr. Sie betrifft alle mit Endolymphe gefüllten Kammern und Kanäle, sowohl in der Hörschnecke (lat.: Cochlea) als auch im Gleichgewichtsorgan, denn beide bilden ein verbundenes Flüssigkeitssystem (Abb. 1). Die Kammern und Kanäle, die Endolymphe enthalten, werden im Falle einer krankhaften Zunahme dieser Flüssigkeit gedehnt, was zu Verlagerungen und Undichtigkeiten von Membranen und damit zu Hör- und Gleichgewichtsstörungen (Schwindel) führen kann.
Endolymphatischer Hydrops wurde lange Zeit nur als die unmittelbare Ursache (Pathomechanismus) der Menière-Erkrankung angesehen. Neuere Studien zeigten jedoch, dass der Hydrops cochleae auch ohne das Vollbild des Morbus Menière auftreten kann. Er kann deshalb lange oder dauerhaft unauffällig bleiben, oder aber auch sich später zum Auslöser der Menière-Erkrankung entwickeln. Diese Erkenntnis ist von Bedeutung für die rechtzeitige Diagnose der Menière-Erkrankung in ihrem Frühstadium und die dann oft noch mögliche Vorsorge (Prophylaxe) zur Vermeidung des Vollbildes der Krankheit. Die Ursachen (Ätiologie) des endolymphatischen Hydrops – und damit auch der Menière-Erkrankung – sind noch weitgehend unklar.

## Geschichte
Zum ersten Mal wurde der endolymphatische Hydrops an menschlichen Felsenbeinpräparaten beim Morbus Menière 1938 von Yamakawa in Japan und wenige Monate später von Hallpike und Cairns in England beschrieben. Beide Gruppen fanden eine Wölbung der Reißner-Membran Richtung Scala vestibuli und eine Konkrementbildung in der Stria vascularis, im Aquaeductus cochleae sowie im inneren Gehörgang. Weitere bestätigende Beobachtungen wurden von Altmann und Fowler 1943, von Lindsay 1946, von Brunner 1948 und von Paparella 1984 gemacht.

## Beschreibung

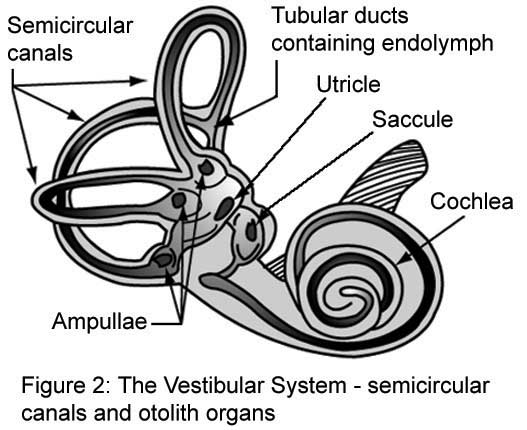
Abb. 1: Gleichgewichts- und Hörorgan: alle dunkel markierten Bahnen bezeichnen die immer parallel verlaufenden Kanäle von Endolymphe und Perilymphe.

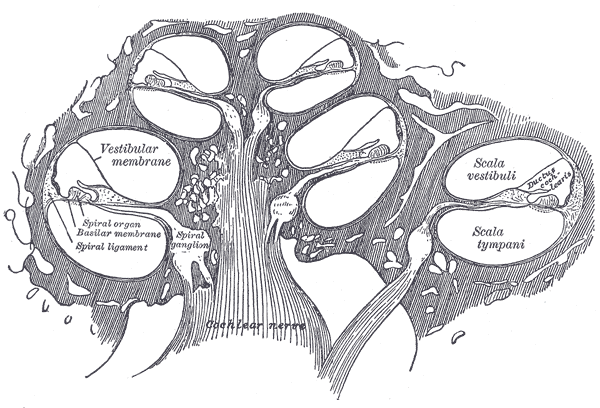
Abb. 2: Querschnitt durch die Hörschnecke im Überblick.

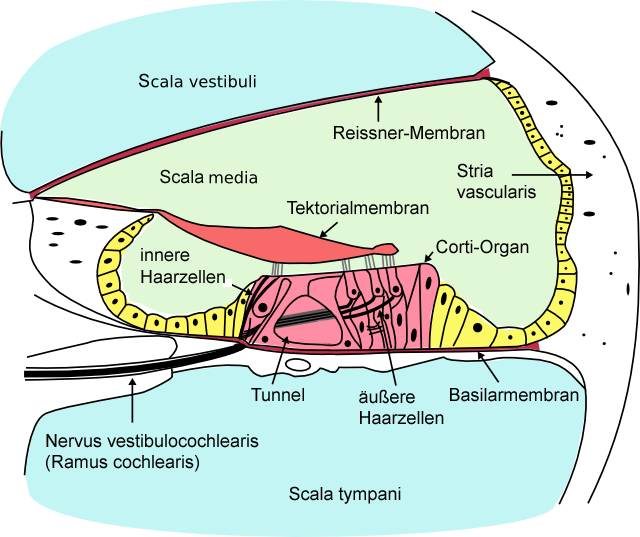
Abb. 3: Schnitt (schematisch) durch eine Windung der Hörschnecke
Perilymphe der Scala vestibuli und Scala tympani (beide stehen über das Helicotrema in Verbindung)
Endolymphe der Scala media
Corti-Organ
Tektorialmembran
Basilarmembran
Reißner-Membran Beim Hydrops ist die Reißner-Membran durch den Druck der Endolymphe in der Scala media in Richtung Scala vestibuli gewölbt.

### Hörorgan
Die Hörschnecke (Cochlea) des Innenohrs beinhaltet drei Gänge (Abb. 2 & 3): Vorhoftreppe (Scala vestibuli), Schneckengang (Scala media oder Ductus cochlearis) und Paukentreppe (Scala tympani). Die Vorhoftreppe und die Paukentreppe stehen über das Helicotrema (griechisch: Schneckenloch) an der „Spitze“ der Hörschnecke miteinander in Verbindung, der Schneckengang endet an der Schneckenspitze. Der Schneckengang ist von der Vorhoftreppe durch die Reißner-Membran, von der Paukentreppe durch die Basilarmembran getrennt. Im Schneckengang liegt das Corti-Organ, welches die Umwandlung von Schallwellen in Nervenimpulse und damit das Hörempfinden bewirkt. Die drei Gänge sind mit zwei Arten von Flüssigkeit unterschiedlicher Zusammensetzung gefüllt, Scala vestibuli und Scala tympani mit Perilymphe (blau in Abb. 3), die Scala media mit Endolymphe (grün in Abb. 3). Letztere führte zu der Bezeichnung Endolymphatischer Hydrops.
Unter einem Hydrops cochleae (Hydrops = Wassersucht, krankhafte Flüssigkeitsansammlung) versteht man eine Vermehrung der Endolymphe im Innenohr. Bezüglich des Hörorgans (Cochlea) entsteht dadurch ein Überdruck in der Scala media. Dessen Durchmesser vergrößert sich, und die Reißner-Membran wird in Richtung Vorhoftreppe (Scala vestibuli) nach außen gewölbt. Die unmittelbaren (proximaten) Ursachen sind eine Überproduktion von Endolymphe oder ein zu geringer Abfluss der Endolymphe im ständigen Recyclingsprozess dieser Flüssigkeit. Was jedoch zur Überproduktion oder zur Stauung führt, also die grundlegenden (ultimaten) Ursachen, ist weitgehend unklar.
Man geht davon aus, dass ein zu hoher Druck auf die Reißner-Membran zu vorübergehenden Undichtigkeiten oder sogar Rissen dieser Membran führt, mit anschließender lokaler Mischung von Endolymphe und Perilymphe. Dadurch kann die chemische Funktionsfähigkeit der Flüssigkeiten und der hiervon betroffenen Sinneszellen beeinträchtigt werden, mit der Folge von Hörstörungen.

### Gleichgewichtsorgan
Geschieht diese vorübergehende, lokale Mischung (Vergiftung) in Bereichen des Gleichgewichtsorgans (Abb. 1, linke Bildhälfte), kann dies zu Funktionsstörungen der dortigen Sinneszellen und damit zu Anfällen von Schwindel kommen, die dann als Menière’sche Anfälle bezeichnet werden.

## Ursache
Die Ursache des endolymphatischen Hydrops ist ungeklärt. Erklärungsversuche reichen von einem überhöhten Salzgehalt in der Nahrungsaufnahme, Autoimmunreaktion, allergische Reaktionen bis zu einer Virenerkrankung. Da keine dieser möglichen Ursachen durch klinische Daten als allein hinreichend bestätigt werden konnte, wird davon ausgegangen, dass in den meisten Fällen eine Kombination mehrerer Ursachen zu einem Endolymphstau führt. Da der Mikrostoffwechsel im Innenohr hochkomplex ist und unter dem Einfluss des Vegetativen Nervensystems steht, werden häufig auch Stress und psychische Belastung als mögliche beitragende oder auslösende Faktoren genannt. Dies deckt sich mit dem häufig beobachteten Persönlichkeitsbild des Menière-Kranken, welches oft durch eine Tendenz zu Ehrgeiz und Perfektionismus geprägt war, also dem Risiko, sich selbst unter übermäßigen Druck zu setzen.

## Symptome
Die häufigsten Symptome müssen nicht alle auftreten. Oft kommen sie in Gruppen vor, wie Schwindel ohne Hörverlust und Tinnitus oder Hörverlust und Tinnitus ohne Schwindel.
- Den Überdruck kann der Patient manchmal als ein Gefühl wahrnehmen, das ähnlich ist wie bei einer Dämpfung des Trommelfells (etwa durch Wasser im Gehörgang) oder des Mittelohrs (etwa bei Luftdruckveränderungen im Flugzeug). Der englische Ausdruck hierfür ist "fullness of the ear".
- Verschiedene Arten von Hörminderung.
- Verschiedene Arten von Geräuschempfindung (Tinnitus).
- Manchmal führt die Erkrankung auch zu einem Schwindelgefühl, welches in verschiedenen Formen und Zeitdauern auftreten kann.

Zu weiteren Symptomen aus der körperlichen Erkrankung gesellen sich häufig nach der Diagnose auch psychische Symptome hinzu.
- Depressionen wegen des Hörverlustes und der daraus geminderten Lebensqualität.
- Angstzustände vor einer Verschlimmerung der Krankheit und vor einem möglichen Beginn einer Morbus-Menière-Erkrankung.

## Diagnose

Hörschwellen-Audiogramme. Links: September 2008, beide Ohren mit Hörkurven im normalen Bereich. Rechts: Mai 2010, linkes Ohr weiter normal, rechtes Ohr mit starkem Hörverlust im tiefen Tonbereich und mittelstarkem Hörverlust im mittleren Tonbereich durch rechtsseitige Menière-Krankheit.

Folgende Anzeichen deuten auf die Möglichkeit eines Hydrops Cochleae hin:
- Hörtest (Hörschwellen-Audiogramm) zeigt Hörminderung im tiefen und mittleren Tonbereich, im Gegensatz zum üblichen Hörverlust durch Lärmschäden, der meist in erster Linie den Hochtonbereich betrifft.
- Hörtest (Unbehaglichkeitsschwellen-Audiogramm) zeigt eine Überempfindlichkeit (Intoleranz ) bei lautem Schall (Hyperakusis).[5][6][7][8]
- Auskunft des Patienten: Beschreibt er eine Hörstörung, die vor allem tiefe Frequenzen betrifft, und ein „Hören durch Watte“ sowie niederfrequentes Brummen und Druck im Ohr, muss neben anderen Ursachen wie Hörsturz oder Schallleitungsstörung auch ein Hydrops cochleae in Betracht gezogen werden.

## Behandlung

### Betahistin
Endolymphatischer Hydrops wird oft mit Betahistin behandelt. Allerdings zeigte schon 2001 eine Systematische Übersichtsarbeit (Metastudie) der Cochrane Collaboration, dass es keine hinreichenden Daten gab, um beurteilen zu können, ob Betahistin überhaupt einen Effekt auf die Menière-Krankheit hat.
Im Falle von Hydrops ist die Lage ähnlich. Nachdem in den letzten Jahren durch Magnetresonanztomographie (MRT) auch beim Menschen die Ausdehnung der mit Endolymphe gefüllten Gefäße im Innenohr quantitativ messbar wurde, zeigte eine Studie mit sechs Patienten bei keinem einen Effekt von Betahistin und eine Fallstudie einer Patientin über zwei Jahre zwar ein Ende der Schwindelanfälle, jedoch eine Verschlechterung von Hydrops und Hörvermögen auf beiden Ohren.

### Belüftung des Mittelohrs

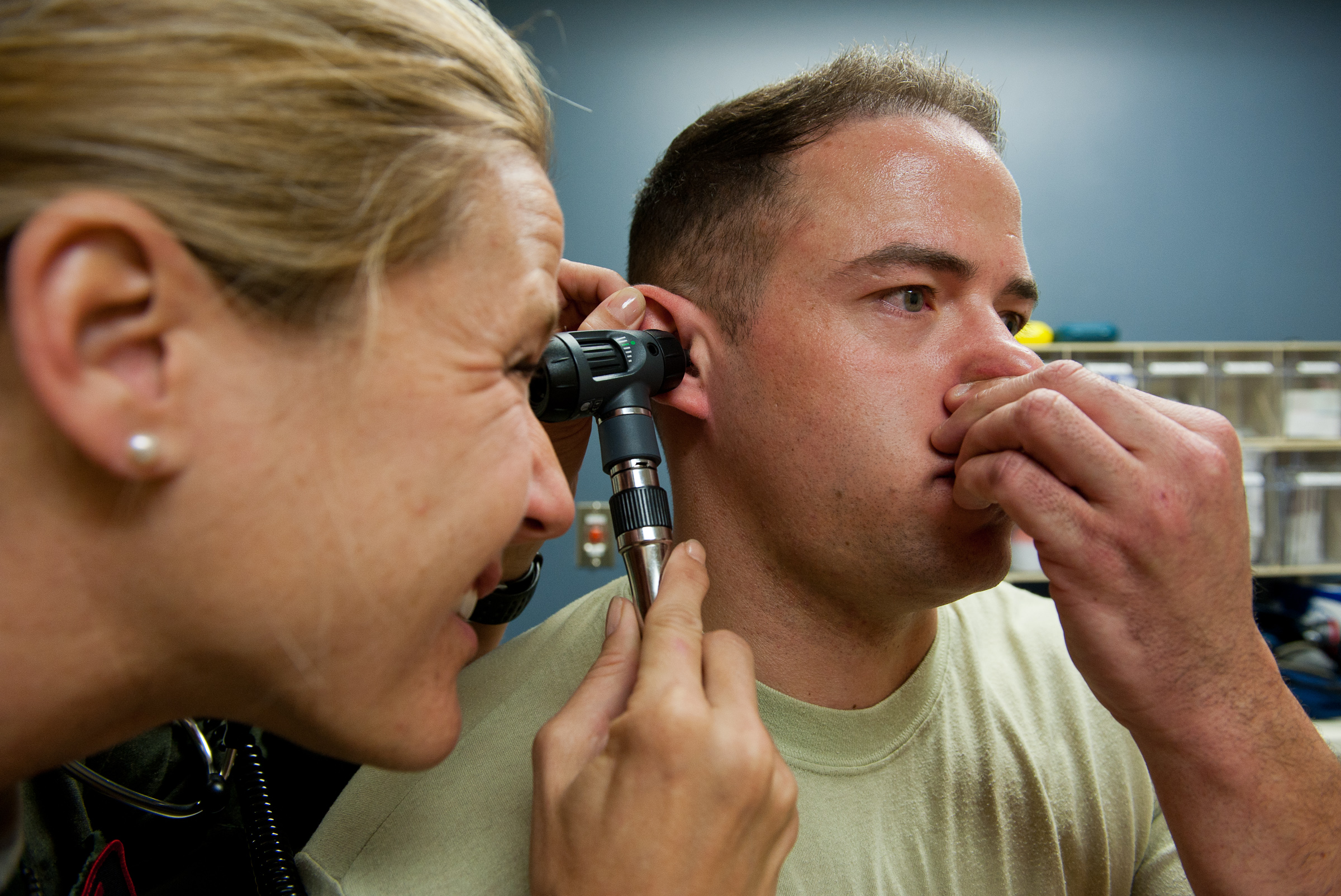
Das Valsalva-Manöver: hier bei einer Untersuchung des Mittelohrs

Die Systeme des Druckausgleichs im Innenohr sind auf eine hochkomplexe Weise an die laufenden Schwankungen des statischen Drucks im Mittelohr gekoppelt und werden von diesen angeregt. Die Einzelheiten der Mechanismen wurden in neuerer Zeit physiologisch und anatomisch weitgehend aufgeklärt.
Die Druckregulierung des Mittelohrs hat eine langsame Hauptkomponente (Gas-Austausch mit Mittelohr-Gewebe) und eine schnelle Nebenkomponente: die kurzzeitige Öffnung der Ohrtrompete, der Eustachi’schen Röhre. Letzteres geschieht im Normalfall automatisch nach Bedarf, etwa beim Kauen oder Gähnen, kann aber auch absichtlich durchgeführt werden, etwa zum Druckausgleich beim Fliegen oder Tauchen (siehe unten: Valsalva-Methode).
Bei Menière-Patienten ist die Druckregulierung des Mittelohrs deutlich schlechter als normal und schon seit 1988 besteht der Nachweis, dass zusätzliche Belüftung des Mittelohrs Anfälle verhindern kann. 1997 gelang dann der experimentelle Nachweise, dass zusätzliche Belüftung des Mittelohrs tatsächlich der Entwicklung von Hydrops entgegenwirkt.
Die Methode der Wahl zur willkürlichen Belüftung des Mittelohrs ist die Valsalva-Methode. Sie kann fast überall spontan und ohne Hilfsmittel durchgeführt werden und wird am besten kombiniert mit anschließendem Druckausgleich durch Gähnen oder Kauen (leichtes Knacken pro Ohr). Valsalva, das immer vorsichtig und mit Gefühl passieren soll, bewirkt einen kurzzeitigen Anstieg des Mittelohrdrucks, der dann anschließend durch den Druckausgleich wieder verschwindet. Hierdurch wird ein optimaler Effekt auf die genannte Druckregulierung im Innenohr erreicht.

## Nachwirkungen
Auch ein zurückgegangener Hydrops kann eine bleibende Schädigung des Innenohrs verursachen. Dabei muss zwischen objektivierbaren und subjektiven Problematiken unterschieden werden.
Da das Corti-Organ während des Hydrops belastet wird, kann auch nach Rückgang eines Hydrops ein Tinnitus bleiben. Dazu kann eine erhöhte Lärmempfindlichkeit kommen. Laute Schallwellen werden als störend oder fast schmerzhaft empfunden. Ebenso können Hörempfindungsstörungen wie Nachhall verbleiben. Es kann auch das subjektive Empfinden da sein, die Klangfarbe des Gehörten wirke wie „neu abgemischt“. Diese Phänomene sind teilweise physikalisch erklärbar, wie eine bleibende oder temporäre Beeinträchtigung des Corti-Organs, aber auch durch psychologische Vorgänge, wie eine erhöhte geistige Aufmerksamkeit auf das erkrankte Ohr.
All diese Nachwirkungen können mit der Zeit abnehmen, da sich die Hörschnecke erholt und/oder sich das Gehirn an die neue Hörempfindung gewöhnt.

## Abgrenzung zu Morbus Menière
Obwohl bei der Klassifikation nach ICD-10 Morbus Menière gleich eingeordnet wird wie der endolymphatische Hydrops, muss aber vermutlich in Zukunft unterschieden werden. Das ergibt sich aus Schlussfolgerungen der aktuellen Ursachenforschung. Neuere Studien zeigen, dass ein Hydrops vermutlich nicht nur aus einer einzelnen Ursache hervorgeht und Schwankungen der Endolymphmenge auch beim gesunden Menschen vorkommen können. Möglicherweise kann das Ohr auf allerlei Belastungen mit Endolymphstau reagieren. Wahrscheinlich ist das evolutionär später entwickelte Hörorgan auch empfindlicher als das ältere Gleichgewichtsorgan, welches Endolymphschwankungen besser ausgleichen kann. Für Morbus Menière ist aber evtl. eine spezifische Ursache anzunehmen, die zu einem chronischen, bzw. wiederkehrenden (rezidivierenden) Hydrops führt.
Die schwerste Form eines Hydrops cochleae ist ein chronischer Hydrops bzw. ein rezidivierender Hydrops inkl. Anfällen mit Symptomen der Menière’sche Trias. Vom Auftauchen der ersten Symptome bis zur Entwicklung einer vollen Morbus-Menière-Erkrankung vergeht durchschnittlich ein Jahr. Die Praxiserfahrung von Hals-Nasen-Ohren-Ärzten und eine Studie aus Japan zeigen, dass nur ungefähr zehn Prozent eines diagnostizierten Hydrops cochleae eine chronische Menière-Erkrankung ausbildet. Ca. 70 % der Patienten, die nicht an Morbus Menière erkranken, entwickeln wieder ein normales Hörvermögen. Nur ca. 30 % behalten ein schwankendes Hörvermögen, welches auch bei Nachuntersuchungen über zehn Jahre bestätigt werden konnte. Aus diesen statistischen Erwägungen kann natürlich noch nicht endgültig auf ein eigenes Krankheitsbild geschlossen werden.